# George Salmon
O reverendo George Salmon (Dublin, 25 de setembro de 1819 — Dublin, 22 de janeiro de 1904) foi um matemático e teólogo inglês.
Foi inicialmente um matemático, cujas publicações em geometria algébrica foram amplamente lidas na segunda metade do século XIX. Foi também um teólogo anglicano devotado à teologia nos últimos quarenta anos de sua vida, e suas publicações sobre teologia foram também muito lidas.